# Мартиросян, Андраник Саркисович
Мартиросян Андраник Саркисович (Андрей Сергеевич), (арм. Անդրանիկ Սարգսի Մարտիրոսյան, 25 июля 1924 — 11 октября 1989) — армянский дипломат, долгие годы работал в АОКС-е, далее работа в комитете по культурным связям с армянами зарубежном в качестве I-го заместителя председателя.
Родился в 1924 году в Баку. В 1943 году переехал в Ереван, где 1946 году поступил в Ереванский государственный университет на факультет международных отношений. Окончил в 1951 году и перешёл на работу в ЦККА как инструктор, далее помощник 2-го секретаря ЦК.
В 1959 году был командирован в Москву, учился в Высшей школе дипломатии. В 1961 году окончив ВШД вернулся в Ереван и перешёл работать в АОКС заместителем председателя. В 1965 году когда был основан комитет по культурным связям с армянами зарубежном, перешёл в комитет и проработал там, в качестве первого заместителя председателя до конца своей жизни. Скончался в Москве в 1989-м году.